# Каршеринг в Санкт-Петербурге

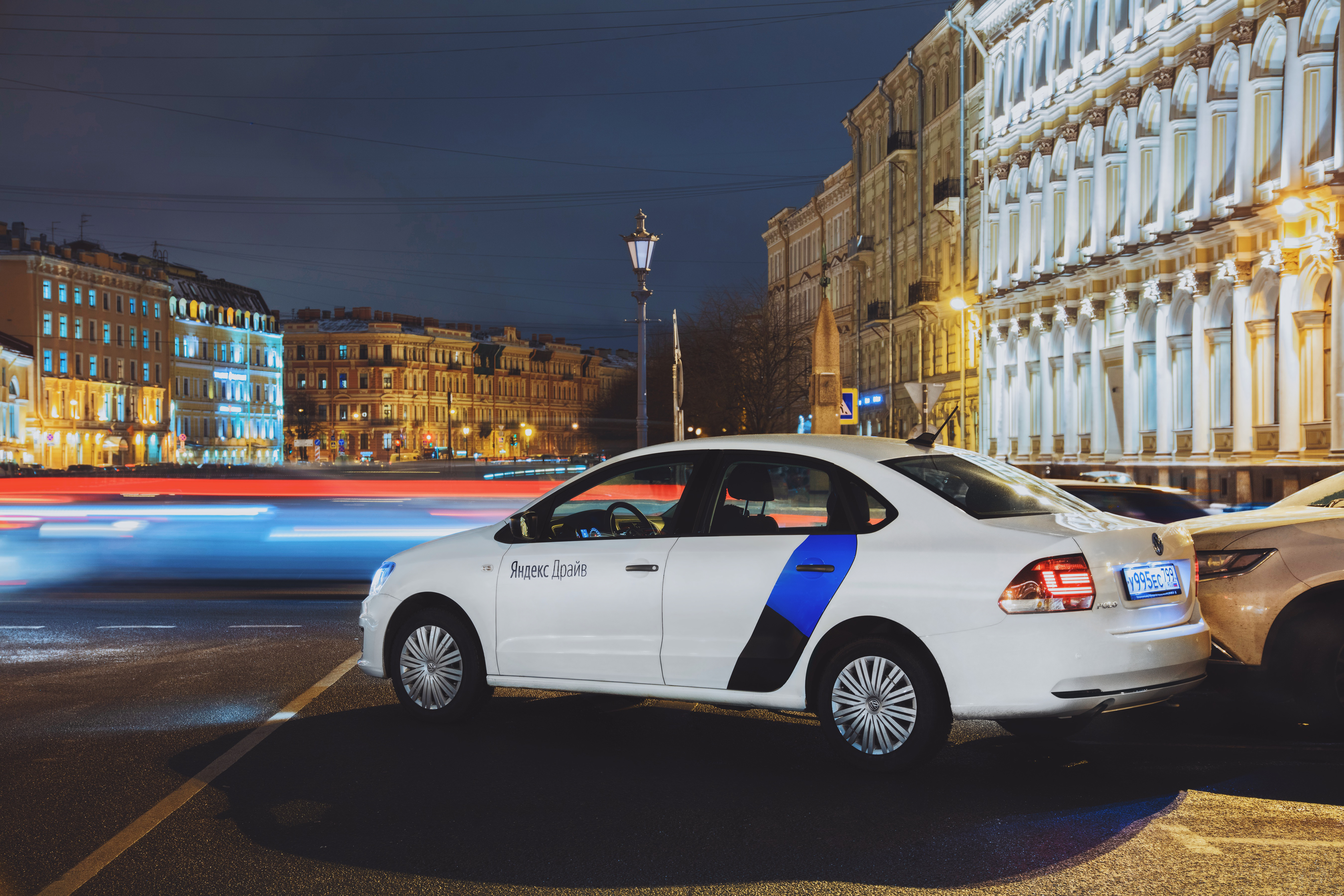
Автомобиль Volkswagen Polo каршеринга «Яндекс.Драйв» в брендовой оклейке в Санкт-Петербурге

Каршеринг в Санкт-Петербурге — активно развивающийся вид краткосрочной аренды автомобиля с поминутной тарификацией. Основными операторами каршеринга в городе являются следующие компании: Делимобиль, Яндекс.Драйв, Ситидрайв, Belkacar

## История

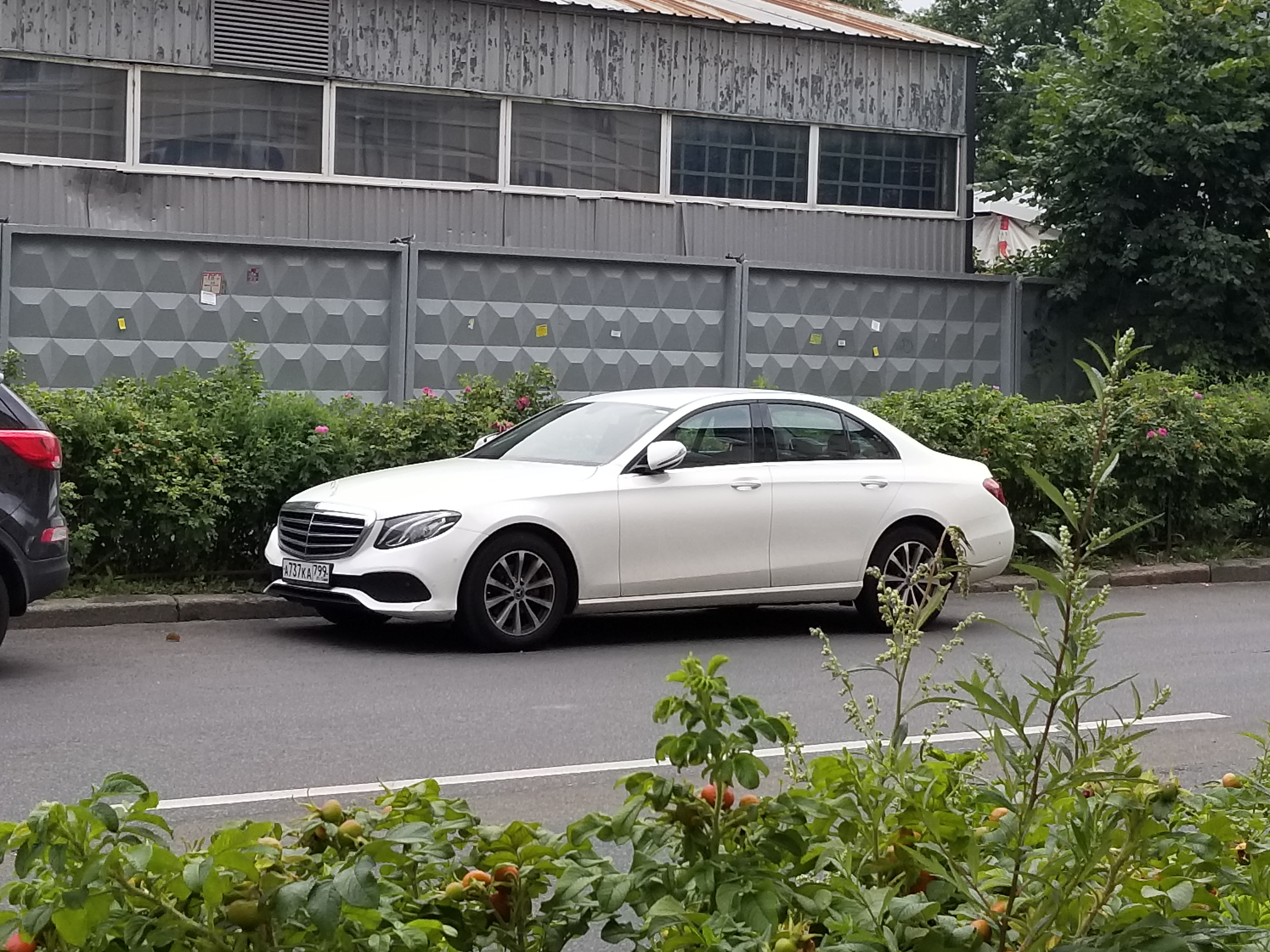
Mercedes-Benz E200 каршеринга «Яндекс.Драйв» без фирменной оклейки с московскими номерами на улице Профессора Ивашенцова в Санкт-Петербурге

Первый оператор каршеринга под брендом StreetCar появился в Санкт-Петербурге в феврале 2014 года. Автопарк этого оператора состоял из 70 автомобилей. Вскоре в Петербурге заработал второй оператор — Anytime, однако в 2015 году оба оператора прекратили свою деятельность. Весной 2016 года в городе снова заработал каршеринг, на этот раз с помощью операторов Colesa и YouDrive. В начале 2017 года на петербургский рынок вышла компания «Делимобиль», нарастив за год свой автопарк до 400 автомобилей каршеринга. С декабря 2018 года в городе заработал крупнейший оператор каршеринга в России и второй в Европе по размеру автопарка — «Яндекс.Драйв». В отличие от Москвы, где для автомобилей каршеринга предусмотрена льготная парковка по соглашению с властями города, в Санкт-Петербурге соответствующее решение в отношении каршеринговых автомобилей долгое время не принималось. В конце 2021 года была запущена бесплатная парковка для автомобилей каршеринга.

## Автопарк и тарифы
В таблице приведена информация о наиболее крупных операторах каршеринга в городе.
| Оператор     | Автопарк                | Модельный ряд | Источники         |
| ------------ | ----------------------- | --- | ----------------- |
| Яндекс.Драйв | 2200 (август 2020 года) | Renault Kaptur, Volkswagen Polo, Škoda Rapid, Mercedes-Benz E200, Audi A3 и Volvo XC60 | [ 7 ] [ 8 ] [ 9 ] |
| Делимобиль   | >3000 (январь 2021)     | Hyundai Solaris, Volkswagen Polo, Nissan Qashqai, Audi A3, Audi Q3, BMW 320i и Kia Rio X-Line | [ 10 ]            |
| Rentmee      | >50 (август 2020)       | Hyundai Solaris, Lada Granta, Ravon R2 |                   |
| СитиДрайв    | >1200 (май 2021)        | Nissan X-Trail, Smart Forfour, MINI Cooper, Smart Fortwo, Mercedes-Benz A200, Volkswagen Polo, Nissan Qashqai, Renault Arkana, Mercedes-Benz A180, Hyundai Solaris, Hyundai Creta, Kia Picanto, Kia Soul, Kia Rio, Kia Rio X-Line, Renault Kaptur |                   |